# Gare de Montbard
La gare de Montbard est une gare ferroviaire française de la ligne de Paris-Lyon à Marseille-Saint-Charles, située sur le territoire de la commune de Montbard, dans le département de la Côte-d'Or, en région Bourgogne-Franche-Comté.
Elle est mise en service en 1851 par l’État avant de devenir, en 1857, une gare du réseau de la Compagnie des chemins de fer de Paris à Lyon et à la Méditerranée (PLM).
C'est une gare de la Société nationale des chemins de fer français (SNCF), desservie par les trains des réseaux TGV inOui et TER Bourgogne-Franche-Comté.

## Situation ferroviaire
Édifiée à 220 mètres d'altitude, la gare de Montbard est située au point kilométrique (PK) 242,232 de la ligne de Paris-Lyon à Marseille-Saint-Charles, entre les gares ouvertes de Nuits-sous-Ravières et des Laumes - Alésia.

## Histoire
La station de Montbard est mise en service le 22 juin 1851 par l’État, lorsqu’il ouvre officiellement à l'exploitation la section de Tonnerre à Dijon, de la ligne de Paris à Lyon de la Compagnie du chemin de fer de Paris à Lyon, placée sous séquestre. Cette section a été inaugurée le 1er juin par le Président de la République Louis-Napoléon Bonaparte.
Une seconde Compagnie du chemin de fer de Paris à Lyon, créée en 1852 administra la ligne et ses gares jusqu'à son intégration au sein de la Compagnie des chemins de fer de Paris à Lyon et à la Méditerranée (PLM).
En 1918, l'embranchement particulier de la Société métallurgique de Montbard-Aulnoye est prolongé.
Le 5 octobre 1962, le TEE Cisalpin est victime d'un grave accident à proximité de la gare de Montbard : lancé à 140 km/h, le RAe TEE II percute des wagons de marchandises oubliés en pleine voie et déraille. L'accident fait neuf morts et onze blessés. C'est le plus grave accident d'un TEE après celui du Bavaria (28 morts près de Kempten, en Allemagne le 9 février 1971).

## Fréquentation
Selon les estimations de la SNCF, la fréquentation annuelle de la gare s'élève aux nombres indiqués dans le tableau ci-dessous.
| Année                      | 2023    | 2022    | 2021    | 2020    | 2019    | 2018    | 2017    | 2016    | 2015    |
| -------------------------- | ------- | ------- | ------- | ------- | ------- | ------- | ------- | ------- | ------- |
| Nombre de voyageurs        | 394 196 | 378 406 | 308 015 | 265 249 | 370 420 | 362 914 | 417 551 | 407 087 | 423 669 |
| Voyageurs et non voyageurs | 492 745 | 473 007 | 385 019 | 331 562 | 463 025 | 453 643 | 521 939 | 508 859 | 529 586 |

## Service des voyageurs

### Accueil
La gare dispose d'un bâtiment voyageurs, avec guichet, ouvert tous les jours. Elle est notamment équipée d'automates pour l'achat de titres de transport.
Le changement de quai se fait par un passage souterrain.

### Desserte
Montbard est desservie par :
- des trains du réseau TGV inOui[5] (ligne Paris – Dijon / Mulhouse) ;
- des trains du réseau TER Bourgogne-Franche-Comté :
  - ligne Paris – Laroche - Migennes – Dijon – Lyon-Part-Dieu ou Lyon-Perrache ;
  - ligne Auxerre – Laroche - Migennes – Dijon.

### Intermodalité
Un parc à vélos et un parking sont aménagés à ses abords. La gare routière permet des correspondances avec les autocars des lignes 120, 122 et 126 du réseau Mobigo, et ceux du réseau TER Bourgogne-Franche-Comté (lignes vers Châtillon-sur-Seine et vers Avallon ou Clamecy).

## Service des marchandises
Cette gare est ouverte au trafic du fret.